# Wuileixis Rivas
Wuileixis de Jesus Rivas Espinoza (ur. 27 sierpnia 1990) – wenezuelski zapaśnik. Dwukrotny olimpijczyk. Zajął szesnaste miejsce w Londynie 2012 w wadze 66 kg i czternaste w Rio de Janeiro 2016 w tej samej kategorii.
Sklasyfikowany na piętnastym miejscu mistrzostw świata w 2019. Triumfator igrzysk panamerykańskich w 2015, drugi w 2019 i piąty w 2023. Sześć medali w mistrzostwach panamerykańskich, złoto w 2014. Mistrz igrzysk Ameryki Południowej w 2010 i trzeci w 2022. Mistrz igrzysk boliwaryjskich w 2017 i 2022, a drugi w 2009 roku.